# Паль (Пермский край)
Паль — село в Осинском городском округе Пермского края России.

## Географическое положение
Село расположено на речке Большая Паль, притоке Камы, на расстоянии примерно 21 километр по прямой на северо-восток от города Оса на дороге Юго-Камский-Оса.

## История
Известно с 1646 года как починок Палев. В 1911 году стало селом после постройки деревянной Покровской церкви. С 2006 по 2018 год являлось административным центром Пальского сельского поселения, позже до 2019 входило в состав Горского сельского поселения Осинского района. После упразднения обоих последних муниципальных образований стала рядовым населенным пунктом Осинского городского округа. 

## Климат
Климат умеренно - континентальный. Средняя температура в зимние месяцы –10ºC. Средняя температура в летние месяцы +20ºC. Однако в летнее время не исключены и заморозки.
Количество атмосферных осадков за год около 598 мм, из них большая часть приходится на тёплый период (июнь-июль).
Образование устойчивого снежного покрова происходит в начале ноября. Средняя продолжительность снежного покрова 160-170 дней. Средняя из наибольших декадных высот снежного покрова за зиму — 64 см. Таяние снега начинается в конце апреля .

## Население
Постоянное население составляло 447 человек (92% русские) в 2002 году, 359 человек в 2010 году. 